# Raphael Warnock
Raphael Gamaliel Warnock (Savannah, 23 de julio de 1969) un pastor bautista, pastor principal de la Iglesia Bautista Ebenezer y un político estadounidense. Es senador júnior de los Estados Unidos por Georgia desde enero de 2021. Warnock saltó a la fama en la política de Georgia como líder en la campaña para expandir Medicaid bajo la Ley del Cuidado de Salud a Bajo Precio. Es miembro del Partido Demócrata, se postuló en las elecciones especiales del Senado de los Estados Unidos de 2020 en Georgia, derrotó en segunda vuelta a la republicana Kelly Loeffler.

## Biografía

### Primeros años
Warnock nació en Savannah, Georgia. Creció en viviendas públicas como el undécimo de doce hijos de Verlene y Jonathan Warnock, ambos pastores pentecostales. Su padre sirvió en el ejército de los Estados Unidos durante la Segunda Guerra Mundial, donde aprendió mecánica automotriz y soldadura y posteriormente abrió un pequeño negocio de restauración de automóviles donde restauró autos desechados para revenderlos.
Warnock se graduó de Sol C. Johnson High School y, habiendo querido seguir los pasos de Martin Luther King Jr., asistió a Morehouse College, donde obtuvo una licenciatura en psicología, acreditó su participación en el programa Upward Bound por prepararlo para la universidad, ya que pudo inscribirse en cursos universitarios tempranos a través de la Universidad Estatal de Savannah. Luego obtuvo un Maestría en Divinidad, una maestría en filosofía y un doctorado en filosofía del Union Theological Seminary, una escuela afiliada la Universidad de Columbia.

### Ministerio
En la década de 1990, Raphael Warnock se desempeñó como pastor de jóvenes y luego como pastor asociado en la Iglesia Bautista Abisinia en Nueva York.
En 2005, Raphael Warnock se convirtió en pastor principal de la Iglesia Bautista Ebenezer en Atlanta, una iglesia donde Martin Luther King Jr. sirvió como pastor.
En 2013, entregó la bendición durante el servicio público de oración en la segunda Inauguración de Barack Obama.
En marzo de 2019, Raphael Warnock organizó una reunión interreligiosa sobre Cambio climático en su iglesia, junto con Al Gore y William Barber II.